# 中国科学院青藏高原研究所

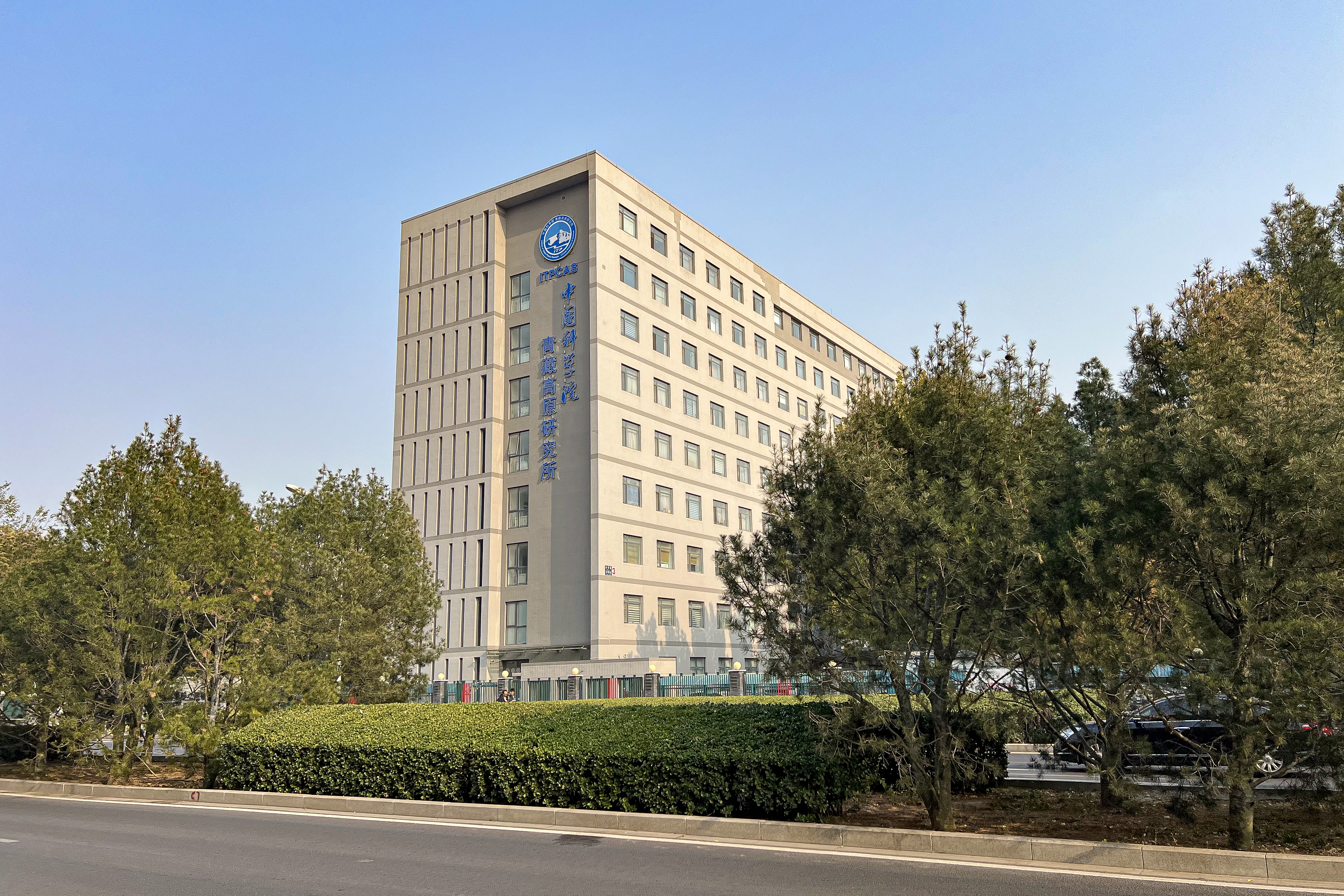
中科院青藏高原所

中国科学院青藏高原研究所是中华人民共和国青藏高原研究机构，位于北京市朝阳区林萃路16号院3号楼，是中国科学院的直属研究单位，2003年成立。